# Microrégion de Januária
 (février 2025).
Si vous disposez d'ouvrages ou d'articles de référence ou si vous connaissez des sites web de qualité traitant du thème abordé ici, merci de compléter l'article en donnant les références utiles à sa vérifiabilité et en les liant à la section « Notes et références ».
Pour les articles homonymes, voir Januaria.
La microrégion de Januária est l'une des sept microrégions qui subdivisent le Nord du Minas, dans l'État du Minas Gerais au Brésil.
Elle comporte 16 municipalités qui regroupaient 271 328 habitants en 2006 pour une superficie totale de 33 170 km2.

## Municipalités[1]
- Bonito de Minas
- Chapada Gaúcha
- Cônego Marinho
- Icaraí de Minas
- Itacarambi
- Januária
- Juvenília
- Manga
- Matias Cardoso
- Miravânia
- Montalvânia
- Pedras de Maria da Cruz
- Pintópolis
- São Francisco
- São João das Missões
- Urucuia